# Peugeot 505
El Peugeot 505 es un automóvil de turismo del segmento D producido por el fabricante francés Peugeot desde 1979 hasta 1992 en Sochaux, Francia. También fue producido en España en la factoría PSA de Vigo, en Chile, en Australia, en India, en Nueva Zelanda y en Argentina. Se produjeron un total de 1.351.254 unidades en el mundo.
La producción del Peugeot 505 en Europa empezó a bajar con el lanzamiento del Peugeot 405 1987, fecha en la que cesó su producción en Vigo, y acaba su producción definitiva en Francia en el año 1992.

## Historia
El 505 fue el sustituto del Peugeot 504 (aunque la producción europea de aquel modelo siguiera hasta 1983). La estética era similar a los 504. En África es conocido como el «Caballo de Trabajo», siendo un automóvil muy popular en muchos países africanos por su robustez general.
Los 505 fueron elogiados por la prensa especializada por su facilidad de conducción, sobre todo en caminos abruptos; quizás sea esa la razón de su popularidad en países menos desarrollados. 
En algunos países como España, Bélgica, Francia y Alemania, el 505 fue usado como ambulancia, coche fúnebre, coche de policía, y hasta vehículo militar. Los 505 fueron uno de los últimos modelos de Peugeot vendidos en los Estados Unidos, las ventas de la berlina finalizaron allí en 1990, y las del familiar en 1991. Los 505 también fueron fabricados en Australia, Argentina, Chile, China, Nueva Zelanda y México. Incluso en Chile, además de ser usado como coche fúnebre en carrocería familiar.

## Modelos
Estaba disponible con carrocerías berlina y familiar, esta última con tres filas de asientos. Incorporaba motores gasolina y diésel, tanto atmosféricos como sobrealimentados, con potencias que iban desde los 70 hasta los 180 CV de potencia máxima.
Entre los diésel hubo dos bloques, de 2304 cm³ y otro de 2498 cm³, el primero disponible en 70 CV (sin turbo) y con 80 CV (con turbo). En el caso del bloque 2500 las potencias se escalonaban desde los 76 CV del atmosférico hasta los 110 del GTD Turbo Intercooler, pasando por los 95 CV en otra variante turboalimentada sin intercooler.
Los motores de gasolina comprendían motores desde 1.8 L (1796 cm³ con 80 CV), 2.0 L (1971 cm³ heredado del 504 con 96 CV y 113 CV), este último con inyección mecánica; 2.0 L (1995 cm³  rindiendo 110 CV) y 2.2 L (2165 cm³ 130 CV con inyección electrónica Bosch multipunto) fabricados conjuntamente por PSA y Renault en Douvrin (Francia) y posteriormente también en Vigo (España) en donde se denominaba GTI; 2155 cm³ de origen Simca-Chrysler Francia disponible solo con turbocompresor e intercooler y con potencias entre 160 y 200 CV), denominándose 505 Turbo Injection. El tope de gama (denominado 505 V6) llegaba a 2849 cm³ y un motor de seis cilindros en V de origen PRV, que rendía 170 CV. Tanto berlinas como familiares contaban con todas las variantes de motores.
El 505 familiar, con su tercera fila de asientos y un total de ocho plazas, era popular entre familias más grandes y también fue popular como taxi, compitiendo con la naciente nueva clase, los monovolumen, como el Renault Espace. Las dos filas de asientos traseros podían ser abatidas para dar un área de carga completamente plana, con 1.94 metros cúbicos de capacidad de carga, con una masa máxima de 590 kg. 
En los años 1980, Dangel, empresa especializada en convertir modelos de tracción sencilla a tracción integral, produjo una versión de tracción en las cuatro ruedas del 505, equipada con los motores 110 CV turbodiesel e intercooler (de 81 kW) o con el motor gasolina de 2.2 litros y 130 CV (96 kW). Los 505 4x4 también tenían relaciones de cambio más cortas. Había prototipos con carrocerías cupé y pickup, y en Francia muchas personas los transformaron en furgonetas. En 1986 la gama experimentó una reestilización de su carrocería, e incluso todo un nuevo habitáculo, incluyendo un salpicadero más moderno.

## El Peugeot 505 en la Argentina
En la Argentina el 505 fue fabricado por la sociedad Sevel desde 1981 hasta 1995 en la planta que la firma poseía en la localidad de El Palomar. Una de las versiones que se fabricaron fue el 505 SRI, entre 1992 y 1994, al que se le añadieron faldones aerodinámicos, se renovó la calandra, así como los faros y pilotos traseros (parrillas, ópticas y faros traseros son de diseño exclusivo de la Argentina, como también pilotos delanteros, se añadieron también faros antiniebla, y se reemplazaron las llantas por otras con un diseño similar a las del V6, pero con 14 pulgadas de diámetro.
Este modelo, al igual que los europeos GTD turbo, GTI y GTI Turbo, estaba equipado con suspensión trasera independiente y frenos de discos en las 4 ruedas. Otra mejora importante fue el motor. El modelo estaba equipado con el 2.2i de 130 CV, que le otorgaba una velocidad punta de 185 km/h y una aceleración de 0 a 100 en 11,2 segundos.
- 505 ST del Dr. René Favaloro

El reconocido cirujano cardiovascular, poseía como automóvil particular un Peugeot 505 ST azul con techo corredizo. Éste le fue obsequiado como agradecimiento por Antonio Cafiero tras haberlo operado.
Actualmente se encuentra exhibido en el Museo Juan Manuel Fangio, ubicado en la localidad de Balcarce, luego que la unidad fuera donada por su familia como homenaje al cirujano cardiovascular.

## Equipamiento
- Altura de faros regulable desde el habitáculo.
- Faros antiniebla y pilotos traseros antiniebla.
- Plafón en el techo con luz de cortesía.
- Parasol lado acompañante con luz de cortesía.
- Luz en las 2 guanteras y portequipajes.
- Elevalunas eléctricos en las 4 puertas con bloqueo de las traseras.
- Techo corredizo eléctrico.
- Asiento del conductor con regulación en altura.
- Cierre centralizado de puertas, maletero,y tapón del depósito de combustible.
- Apoyabrazos central en asiento trasero.
- Cinturones inerciales de tres puntos delanteros y posteriores.
- Radiocasette con autoreverse con 4 parlantes y 2 Twitter.
- Cierre de puertas por infrarrojos.(telemando a distancia)
- Espejos exteriores eléctricos y calefactados.
- Luneta térmica.
- Frenos de disco en las 4 ruedas.
- Bloqueo de seguridad en las puertas traseras.
- Llantas de aleación ligera y neumáticos de 195/70-14
- Aviso sonoro de puertas mal cerradas.
- Aire acondicionado.
- Servodirección.
- Caja de cambios manual de 5 velocidades.
- Suspensión trasera independientes.
- Tapicería en terciopelo (Bajo opción cuero).
- Alerón trasero el cual da estabilidad a altas velocidades.
- 4 apoyacabezas en asientos traseros y delanteros.
- Motor 2.2 inyección multipunto Bosch con 130cv.
- Reóstato para la luz interior del habitáculo.
- Lunas coloreadas.(ventanillas tintadas)

## Galería

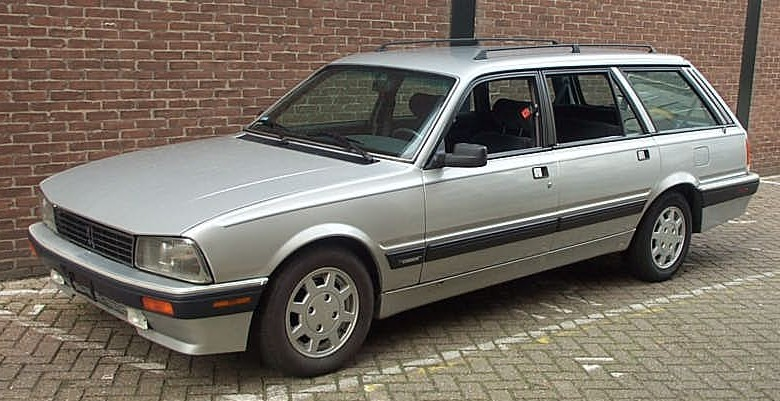
Peugeot 505 familiar
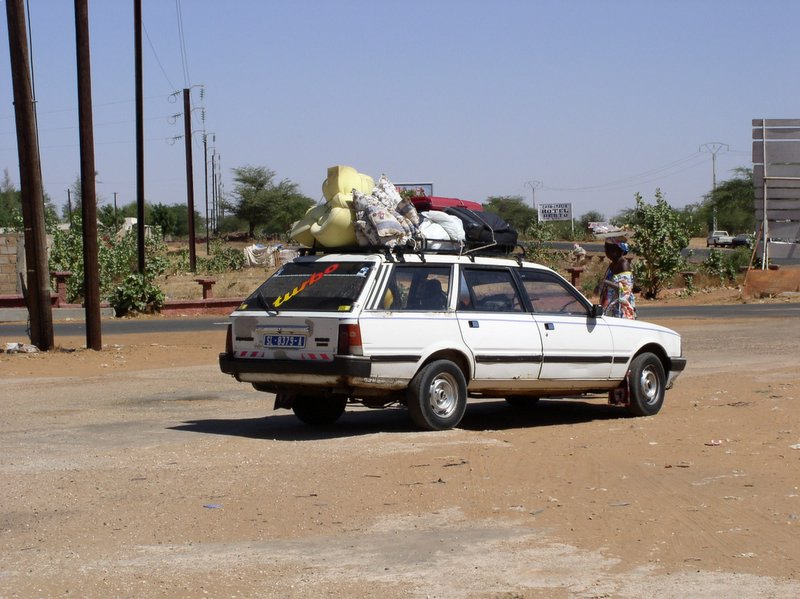
Peugeot 505 familiar en Senegal, África
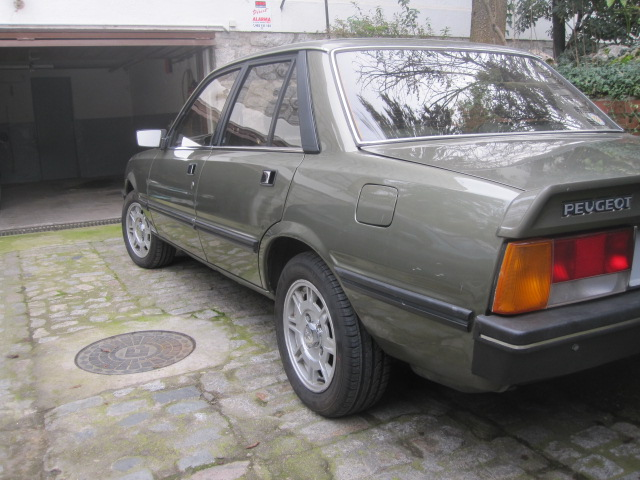
505 GTI fabricado en Vigo
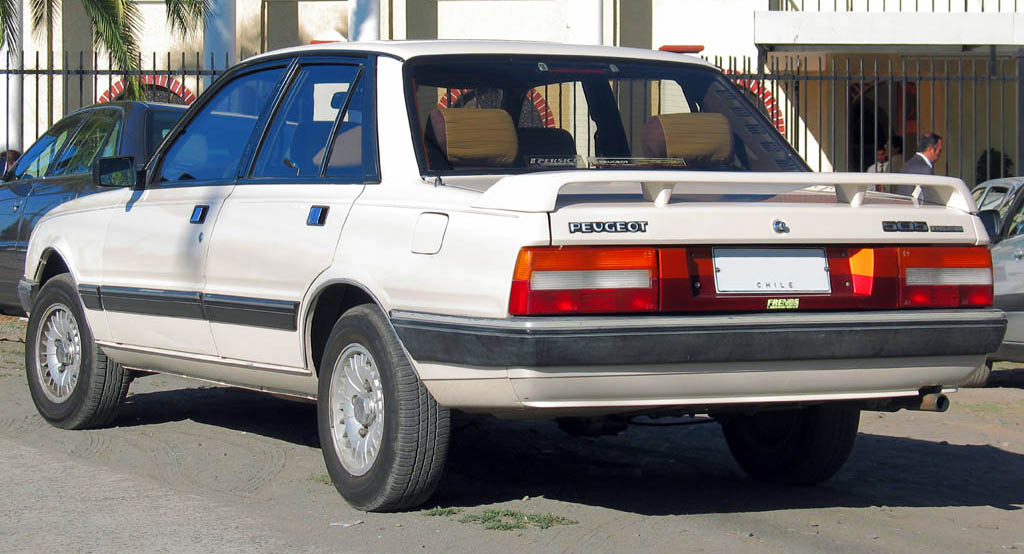
505 Evolution
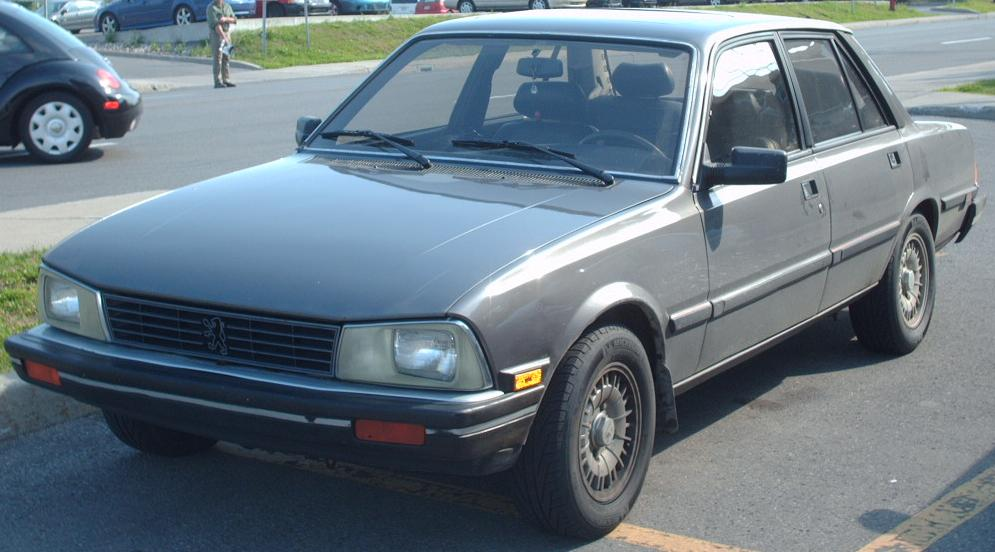
505 Automatic, versión para Estados Unidos
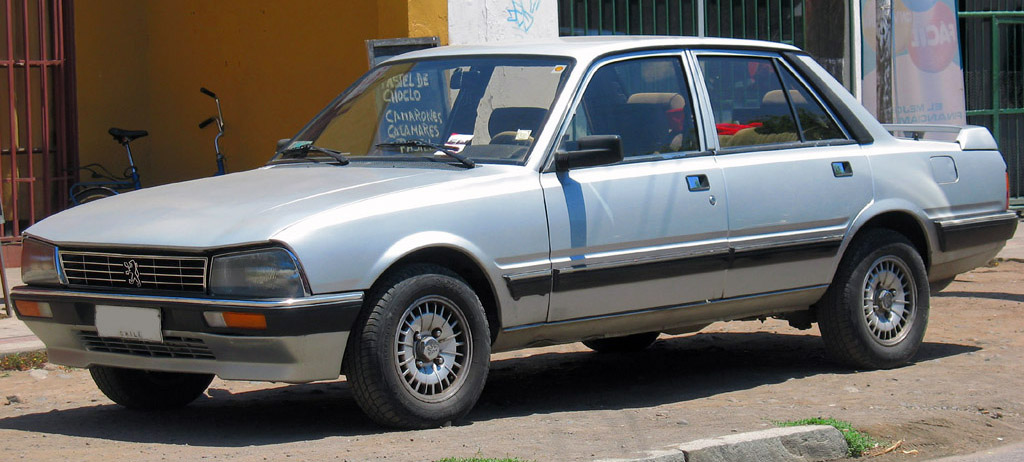
Peugeot 505 SRi 1995